# Endress+Hauser
Die Endress+Hauser Gruppe ist ein international tätiger Anbieter für Produkte, Technologien und Dienstleistungen für die verfahrenstechnische Industrie, insbesondere für die Prozess- und Labormesstechnik. Die Unternehmensgruppe mit Sitz in Reinach bei Basel umfasst 129 Gesellschaften in 54 Ländern und beschäftigt mehr als 16.500 Mitarbeiter. 2023 erwirtschaftete das familiengeführte Unternehmen einen Umsatz von 3,72 Milliarden Euro. In der Messtechnik gilt die Unternehmensgruppe als Weltmarktführer.

## Unternehmensstruktur
Muttergesellschaft der Endress+Hauser Gruppe ist die Endress+Hauser AG mit Sitz in Reinach, Schweiz. Die Endress+Hauser Management AG mit Sitz in Reinach führt und koordiniert die Gruppe. Die Unternehmensgruppe befindet sich im Familienbesitz der Familie Endress. Jeweils 12 % des Unternehmens werden von den Familien der Nachkommen des Gründerehepaares gehalten. Die restlichen 4 % befinden sich im Besitz der Georg H. Endress Stiftung. Geleitet wird die Endress+Hauser Gruppe von den Mitgliedern des Executive Boards. Chief Executive Officer ist Peter Selders. Der Verwaltungsrat besteht aus neun Mitgliedern, darunter der Präsident Matthias Altendorf und Vizepräsident Mathis Büttiker.
Im Geschäftsjahr 2023 erzielte die Gruppe einen Umsatz von 3,72 Milliarden Euro und beschäftigte über 16.500 Mitarbeiter. Jährlich werden ungefähr 7 % des Umsatzes in die Forschung und Entwicklung investiert und zwischen 200 und 300 neue Patente angemeldet. Insgesamt verfügt Endress+Hauser über knapp 9000 Patente.

### Tochtergesellschaften und Standorte
Die Tochtergesellschaften der Endress+Hauser Gruppe arbeiten rechtlich selbstständig. Auch die Produktionsgesellschaften (Product Center) und die Vertriebsgesellschaften (Sales Center) bilden rechtlich selbstständige Einheiten. Die Produktionsgesellschaften sind für den Bereich Forschung, Entwicklung, Produktion, Produktmarketing, Qualitätssicherung und Logistik verantwortlich, während die Vertriebsgesellschaften im Vertrieb, Marketing und Service tätig sind.
Stand 2023 verfügt die Endress+Hauser Gruppe über 129 Gesellschaften in 54 Ländern. Produktionsstätten befinden sich außer in Deutschland und der Schweiz auch in Brasilien, China, Frankreich, Indien, Italien, Japan, Tschechien, dem Vereinigten Königreich und den Vereinigten Staaten.
Endress+Hauser Level+Pressure stellt Druck- und Füllstandmessgeräte her, welche unter anderem Anwendung in der pharmazeutischen Industrie finden. Endress+Hauser Flow ist innerhalb der Firmengruppe das Kompetenzzentrum für Durchflusstechnik. Ihre Geräte messen Flüssigkeiten und Gase und werden vor allem in der chemischen Industrie sowie der Life-Science-Branche genutzt. Endress+Hauser Liquid Analysis bietet Sensoren und Komplettsysteme für die Flüssigkeitsanalyse an. Die Endress+Hauser Temperature+System Products vertreibt Produkte aus dem Bereich der Temperaturmesstechnik.
Endress+Hauser Optical Analysis firmiert in den Vereinigten Staaten und entstand aus dem Zusammenschluss der amerikanischen Unternehmen Kaiser Optical Systems und Spectra Sensors. Sie bietet optische Analysegeräte aus dem Bereich der Raman- und TDLAS-Spektrometrie.
Über die Endress+Hauser Digital Solutions werden die Digitalisierungsmaßnahmen der Unternehmensgruppe getätigt. Insbesondere ist sie dafür zuständig zu gewährleisten, dass die Geräte von Endress+Hauser mit der Soft- und Hardware von Kunden kompatibel sind.
Weiterhin unterzeichnete Endress+Hauser 2024 eine strategische Partnerschaft im Bereich der Prozessautomatisierung mit Sick, einem in Waldkirch ansässigen Sensorhersteller. Endress+Hauser soll ab 2025 weltweit den Vertrieb der Prozessanalysatoren und Gas-Durchflussmessgeräte von Sick übernehmen. Für Produktion und Entwicklung der Messtechnik ist ein Joint Venture geplant.

### Mitgliedschaften
Endress+Hauser ist Mitglied im Wirtschaftsverband Industrieller Unternehmen Baden und im Verband der Elektro- und Digitalindustrie. Weiterhin gründete Georg Endress das Netzwerk Biovalley; ein Zusammenschluss aus biotechnischen Unternehmen und Hochschulen im Dreiländereck am Oberrhein.

## Produkte und Branchen
Endress+Hauser bietet Produkte, Technologien und Dienstleistungen für die verfahrenstechnische Industrie an. Die Geschäftsbereiche teilen sich auf Prozesstechnik, Labormesstechnik und Sensoren auf.
Der Bereich Prozesstechnik unter der Marke Endress+Hauser umfasst auch die Automatisierung und beinhaltet die Entwicklung von Produkten, Technologien und Dienstleistungen für Durchfluss, Füllstands, Druck- und Temperaturmessung sowie die Analyse von Flüssigkeiten, Gasen und Feststoffen. Genutzt werden die Produkte und Technologien vorwiegend von Kunden aus den Branchen Chemie, Lebensmittel, Wasser und Abwasser, Öl und Gas, Life Sciences, Energie und Kraftwerke, Bergbau, Metalle und Grundstoffe. Zu den Dienstleistungen von Endress+Hauser gehören unter anderem Projektplanung, Instandhaltung, Schulungen oder auch Performanceoptimierung.
In der Labormesstechnik werden über die Marke Analytik Jena analytische Instrumente und bioanalytische Systeme vertrieben. Dadurch werden Kunden aus der Wissenschaft und Forschung bedient.
Durch die Innovative Sensor Technology (IST) werden physikalische, chemische und biologische Sensoren sowie Sensormodule entwickelt, produziert und vertrieben. Anwendung finden die Sensoren in der Prozessautomatisierung.
Bei Messstellen und Komplettsystemen für die Flüssigkeitsanalyse gilt Endress+Hauser als führender Anbieter. Jährlich liefert die Unternehmensgruppe um die drei Millionen Sensoren und Systeme.

## Geschichte

Historisches Logo

### Gründung und Anfangsjahre
Endress+Hauser wurde 1953 von Georg Endress (1924–2008) und Ludwig Hauser (1895–1975) in einer Privatwohnung in Lörrach als Vertriebsgesellschaft für Füllstandmessgeräte gegründet. 1956 wurde in den Räumen einer ehemaligen Schreinerwerkstatt mit der Produktion der ersten eigenen Messgeräte begonnen. In den Anfangsjahren wurden vor allem Produkte für die Grundstoffindustrie hergestellt. Später folgten auch die Geschäftsbereiche Durchfluss, Druck, Analyse und Temperatur.
Nach der Etablierung am deutschen und weiteren europäischen Märkten expandierte Endress+Hauser ab 1970 in die Vereinigten Staaten und nach China.

### Alleinbesitz der Familie Endress und Generationenwechsel
Seit 1975 ist das Unternehmen im Alleinbesitz der Familie Endress. 1977 wurde am Hauptsitz in Reinach die Endress+Hauser Flowtec AG gegründet, ein Kompetenzzentrum für den Geschäftsbereich Durchfluss. Zu den ersten Produkten gehörten magnetisch-induktive Durchflussmessgeräte.
1979 trat Klaus Endress (* 1948), der Sohn des Gründers, in das Unternehmen ein.
1995 übernahm Klaus Endress die Leitung des Konzerns von seinem Vater und Unternehmensgründer Georg Endress.

### Expansion ab 1996
1997 wurde die Innovative Sensors Inc. (ISI), ein Hersteller von Sensoren für die Wasseranalyse, übernommen. Vor der Übernahme hatte Endress+Hauser bereits über 19 Jahre mit ISI zusammengearbeitet.
Zu Beginn der 2000er Jahre wurden vor allem die Produktionsstätten in Deutschland und der Schweiz ausgebaut, insbesondere die Standorte Reinach, Cernay und Maulburg. Auch mehrere deutsche Unternehmen wurden übernommen, darunter die Exner Anlagebau GmbH & Co. KG aus Neuss und die Dr. Staiger Mohilo Analysenmesstechnik GmbH & Co.
Zudem erfolgte im Jahr 2000 die Expansion nach Indien, mit einer Produktionsstätte der Flowtec in Aurangabad. Weiterhin wurden 2001 Anteile an der amerikanischen Analysenmesstechnikfirma Wedgewood Technology Inc. erworben. An der finnischen Satron Instruments, einem Hersteller von Messgeräten und Armaturen für die Papier- und Zellstoffindustrie, wurden ebenfalls Anteile erworben.
2002 verzeichnete die Unternehmensgruppe zum ersten Mal Verluste in ihrem Umsatz. Grund hierfür war die Insolvenz der Tochtergesellschaft Photo Print Electronic. Der Verlust bremste das Unternehmenswachstum jedoch nicht und 2008 erzielte die Unternehmensgruppe erstmalig einen Umsatz von über einer Milliarde Euro.
Anfang 2010 eröffnete Endress+Hauser eine neue Produktionsstätte für Durchflussmesstechnik sowie Füllstand- und Druckmesstechnik in Indien. Von diesem Standort aus wurden neben dem indischen Markt auch Länder wie Singapur, Japan oder Thailand direkt beliefert.
Auch am US-amerikanischen Markt expandierte Endress+Hauser. 2012 wurde Spectra Sensors Inc. mit Sitz in Houston, Texas übernommen. Spectra Sensors ist ein Hersteller von Gassensoren auf optischer Basis. 2013 wurde Kaiser Optical Systems Inc. übernommen, ein Anbieter für von Raman-spektroskopischen Messgeräten. Zum Januar 2022 wurden Spectra Sensors und Kaiser Optical Systems zusammengeführt und firmieren seitdem als Endress+Hauser Optical Analysis. Weiterhin wurde ein langjähriger Vertriebspartner aus Indonesien übernommen.
Auch der Hauptsitz in Reinach wurde ausgebaut. Für die Endress+Hauser Flowtec AG wurde beispielsweise 2013 ein neues Produktionsgebäude errichtet.
2013 erlangte Endress+Hauser erstmalig Anteile an der börsennotierten Analytik Jena AG. Diese war tätig in den Bereichen Life Sciences und der analytischen Messtechnik. Bis 2014 baute Endress+Hauser ihre Anteile auf 82,22 % aus und ein Jahr später wurde eine Zweigstelle der Analytik Jena in Reinach eröffnet. Die Übernahme von Analytik Jena wurde im März 2016 abgeschlossen, nachdem auch die restlichen Anteile erworben wurden. Die Übernahme galt zu diesem Zeitpunkt als die größte Übernahme in der Unternehmensgeschichte, mit einem Kaufpreis um die 100 Millionen Euro. Zuvor wurden meist nur kleinere Unternehmen erworben. 2018 klagten die Aktionäre der Analytik Jena AG gegen den Preis der Aktie als Entschädigung und verlangten eine höhere Barabfindung für die Übertragung der Aktien. Das Landgericht Gera urteilte jedoch, dass der von Endress+Hauser veranschlagte Preis gerechtfertigt gewesen wäre.
Nach 19 Jahren als Geschäftsführer zog Klaus Endress zum Jahreswechsel 2013/14 in den Verwaltungsrat der Unternehmensgruppe ein. Die Geschäftsleitung übergab er an Matthias Altendorf, welcher zuvor Geschäftsführer des Produktionszentrums in Maulburg gewesen war und auch seine Lehre bei Endress+Hauser absolviert hatte. Altendorf war zugleich der erste Geschäftsführer, der nicht zur Gründerfamilie Endress gehörte.
Ebenfalls 2014 wurden Vertriebsgesellschaften in den Vereinigten Arabischen Emiraten und Algerien gegründet.

### Wachstum und Entwicklungen seit 2017
2017 übernahm die Gruppe die Blue Ocean Nova AG, ein Hersteller von Inline-Spektrometern zur Überwachung qualitätsrelevanter Prozessparameter. Durch die Übernahme erweiterte Endress+Hauser den Bereich der Prozessanalytik. 2018 wurde in Al-Dschubail, Saudi-Arabien, ein Kalibrier- und Schulungszentrum eröffnet.
Ab 2018/19 investierte Endress+Hauser erneut vermehrt in die Expansion der Unternehmensgruppe. In fünf Jahren wurden insgesamt etwa eine halbe Milliarde Euro investiert. Erweitert wurden dabei unter anderem der Hauptsitz in Reinach, der Produktionsstandort in Maulburg sowie internationale Standorte in den Vereinigten Staaten und China.
Während der COVID-19-Pandemie im Jahr 2020 sank der Umsatz von Endress+Hauser um 2,8 % und betrug 2,6 Milliarden Euro. Aufgrund der diversen Branchen, Segmente und Länder, welche die Unternehmensgruppe bedient, waren die Auswirkungen der Pandemie weniger stark als bei anderen Unternehmen. Kurzarbeit konnte zu großen Teilen vermieden werden und Mitarbeiter wurden nicht infolge der Pandemie entlassen.
Zum Jahreswechsel 2023/24 beendete Klaus Endress altersbedingt seine aktive Rolle im Unternehmen und zog sich aus dem Verwaltungsrat zurück, blieb aber Vorsitzender des Familienrats. Matthias Altendorf wechselte in den Verwaltungsrat der Gruppe und übergab die Geschäftsleitung an Peter Selders, welcher zuvor das Kompetenzzentrum der Firma für Füllstands- und Druckmesstechnik geleitet hatte. Die Familie Endress wird von Steven Endress und Sandra Genge, zwei Enkeln des Gründers, im Verwaltungsrat vertreten.
Aufgrund des russischen Überfalles auf die Ukraine 2022 beendete Endress+Hauser die Geschäfte in Russland und zog sich vom russischen Markt zurück.

## Auszeichnungen (Auswahl)
- 2004: Auszeichnung mit dem Ludwig-Erhard-Preis für die Endress+Hauser Wetzer, verliehen durch die Ludwig-Erhard-Stiftung.[71]
- 2009: Auszeichnung für innovativen Umweltschutz für die Endress+Hauser Conducta, verliehen durch die Deutsche Bank und der Standortinitiative Deutschland – Land der Ideen.[72]
- 2014 und 2015: Auszeichnung als Arbeitgeber des Jahres für die Endress+Hauser Conducta, verliehen durch den Arbeitgebervergleich Top Job.[26][73]
- 2016: Auszeichnung als Unternehmen des Jahres, verliehen durch Frost & Sullivan.[74]
- 2017: Auszeichnung mit dem Swiss Technology Award für die Endress+Hauser Flowtec, verliehen durch das Swiss Innovation Forum.[75]
- 2018: Auszeichnung mit dem Hermes Award für die Endress+Hauser Messtechnik, verliehen im Rahmen der Hannover-Messe.[76]
- 2018: Auszeichnung mit dem Innovationspreis des AMA-Verbandes für Sensorik und Messtechnik für das selbst kalibrierende Thermometer iTherm TrustSens.[77]
- 2021: Auszeichnung als Top-Job-Ausbildungsbetrieb für die Endress+Hauser Liquid Analysis, verliehen durch den Arbeitgebervergleich Top Job.[3]
- 2023: Auszeichnung als eines der innovativsten Unternehmen der Schweiz, verliehen durch das Schweizer Wirtschaftsmagazine Bilanz, PME und Statista.[78]